# شهرستان بندر ماهشهر
ماهشهر یکی از شهرستانهای استان خوزستان ایران است. مرکز این شهرستان، شهر بندر ماهشهر است.

## مردم
مردم ماهشهر از قوم لر و عرب هستند، و به گویش ماهشهری ، زبان لری با گویش‌های لری بختیاری و لری جنوبی (بهمئی، طیبی، لیراوی و حیات داوودی) ، و عرب خوزستانی سخن میگویند.

## موقعیت جغرافیایی
شهرستان بندر ماهشهر از شمال به شهرستان اهواز، از شمال شرقی با شهرستان رامشیر، از شرق با شهرستان امیدیه، از جنوب شرقی با شهرستان هندیجان، از جنوب با خلیج‌فارس و از غرب با شهرستان شادگان همسایه است.

## تقسیم‌بندی کشوری
شهرستان بندر ماهشهر شامل ۲ بخش، ۲ دهستان و ۳ شهر به شرح زیر است:

### شهرستان بندر ماهشهر
| بخش             | مرکز بخش        | جمعیت بخش ۱۳۹۵ | نام دهستان      | مرکز دهستان     | جمعیت دهستان ۱۳۹۵ | شهر               | جمعیت شهر ۱۳۹۵         |
| --------------- | --------------- | -------------- | --------------- | --------------- | ----------------- | ----------------- | ---------------------- |
| مرکزی           | بندر ماهشهر     | ۲۱۷٬۱۸۶ نفر    | جراحی           | هشچه سفلی       | ۲۰٬۸۸۴ نفر        | بندر ماهشهر چمران | ۱۶۲٬۷۹۷ نفر ۳۳٬۵۰۵ نفر |
| بندر امام خمینی | بندر امام خمینی | ۷۹٬۰۸۵ نفر     | بندر امام خمینی | بندر امام خمینی | ۷۳۲ نفر           | بندر امام خمینی   | ۷۸٬۳۵۳ نفر             |

## جمعیت
بر پایه سرشماری عمومی نفوس و مسکن در سال ۱۳۹۵، جمعیت شهرستان بندر ماهشهر برابر با ۲۹۶٬۲۷۱ نفر است.